# Niji no hashi
Pour plus de détails, voir Fiche technique et Distribution.
Niji no hashi (虹の橋, litt. « le pont arc-en-ciel ») est un film japonais réalisé par Zenzō Matsuyama, sorti en 1993.

## Fiche technique
- Titre : Niji no hashi
- Titre original : 虹の橋
- Réalisation : Zenzō Matsuyama
- Scénario : Zenzō Matsuyama d'après le roman de Fujiko Sawada
- Musique : Masato Kai
- Photographie : Takao Saitō
- Décors : Yoshirō Muraki
- Montage : Akimasa Kawashima
- Production : Yoshinori Fujita
- Société de production : Ogawa Kikaku et Okawa Productions
- Pays de production :  Japon
- Langue originale : japonais
- Genre : Drame
- Durée : 115 minutes[1]
- Dates de sortie : 
  - Japon : 9 octobre 1993[1]

## Distribution
- Emi Wakui
- Atsuro Watabe
- Yoshiyuki Ōmori
- Maki Mizuno
- Kazuyo Asari : Sada
- Yuriko Hoshi
- Junko Ikeuchi
- Akiko Kana
- Takuzō Kawatani
- Kin'ya Kitaōji
- Kunio Murai
- Kyōzō Nagatsuka
- Takashi Nishina
- Yoshiyuki Noo
- Shirō Sano
- Kotono Shibuya
- Masanobu Takashima
- Kunie Tanaka
- Gaku Yamamoto

## Distinctions
Le film a été nomme pour douze Japan Academy Prizes et en a remporté cinq : meilleure actrice pour Emi Wakui, meilleur second rôle masculin pour Kunie Tanaka (conjointement pour ses rôles dans L'École et Kozure Ōkami: Sono chīsaki te ni), meilleur photographie pour Takao Saitō et Shōji Ueda (conjointement pour Madadayo), meilleures lumières (conjointement pour Madadayo) et meilleure direction artistique pour Yoshirō Muraki (conjointement pour Madadayo).